# Never Let You Go (utwór muzyczny Mando)
Never Let You Go – utwór greckiej wokalistki Mando, napisany przez nią samą we współpracy z Terrym Siganosem i wydany w formie singla w 2003.
Utwór dotarł do pierwszego miejsca list przebojów w Grecji, gdzie zdobył także certyfikat złotej płyty.

## Historia utworu
Pod koniec 2002 utwór został zakwalifikowany do finału krajowych eliminacji eurowizyjnych spośród ponad 243 propozycji nadesłanych do siedziby nadawcy ERT. Piosenka wygrała koncert finałowy, który odbył się 26 lutego 2003 roku. Zdobyła w nim pierwsze miejsce w głosowaniu jurorów (40% ważności głosów) i telewidzów (30%) oraz drugie miejsce w głosowaniu SMS-owym/internetowym (30%) (uruchomionym kilka dni przed rundą finałową), zostając tym samym propozycją reprezentującą Grecję podczas 48. Konkursu Piosenki Eurowizji. Przed występem wokalistka wyruszyła w minitrasę promocyjną, w ramach której wystąpiła na Cyprze, Malcie i w Chorwacji. W finale imprezy, który został rozegrany 24 maja w Hali Olimpijskiej „Skonto”, piosenka zdobyła łącznie 25 punktów, zajmując tym samym 17. miejsce w końcowej klasyfikacji. W trakcie występu wokalistce towarzyszył gitarzysta Johnny Jam (producent utworu) i chórek w składzie: Chriso Stamatopulu, Tasos Fotiadis, Costas Chrisis i Alex Panayi.
Oprócz anglojęzycznej wersja utworu Mando nagrała też piosenkę w języku greckim i grecko-angielskim.

## Lista utworów
CD Maxi-single
1. „Never Let You Go” (Euro Version)
2. „Never Let You Go” (Original Version)
3. „Never Let You Go” (Greek Version)
4. „Never Let You Go” (Dance Mix - Valentino Remix)
5. „Never Let You Go” (Extended Club Mix - Valentino Remix)